# Batalla de Tabora
La batalla de Tabora va ser una acció militar que es va produir al voltant de la ciutat de Tabora, al nord-oest d'Àfrica Oriental Alemanya, entre el 8 i el 19 de setembre de 1916, durant la Primera Guerra Mundial.

## Batalla
El combat forma part de la Campanya d'Àfrica Oriental i va ser la culminació de l'ofensiva de Tabora en què una força belga del Congo belga va travessar la frontera i va capturar Tabora (la ciutat més gran a l'interior de la colònia alemanya) i l'assentament proper de Kigoma, empenyent a l'exèrcit colonial alemany cap enrere.

## Conseqüències
La victòria no només va deixar gran part del territori Ruanda-Burundi sota l'ocupació militar belga, sinó que va donar als Aliats el control de la important línia de ferrocarril Tanganjikabahn.